# Sophia Vandagne
Sophia Vandagne, née le 2 novembre 1979, est une haltérophile seychelloise.
Elle est médaillée de bronze à l'arraché, à l'épaule-jeté et au total dans la catégorie des moins de 53 kg aux Jeux africains de 1999 à Johannesbourg.
Elle participe ensuite à l'épreuve des moins de 53 kg des Jeux olympiques d'été de 2000 à Sydney, et termine à la 13e place.